# Namibias president
Namibias president (formellt Republiken Namibias president) är landets statsöverhuvud.

## Presidenter
| Nr | Bild | Namn                               | Från            | Till            | Parti |
| -- | ---- | ---------------------------------- | --------------- | --------------- | ----- |
| 1  |      | Sam Nujoma (1929-2025)             | 21 mars 1990    | 21 mars 2005    | SWAPO |
| 2  |      | Hifikepunye Pohamba (född 1935)    | 21 mars 2005    | 21 mars 2015    | SWAPO |
| 3  |      | Hage Geingob (1941–2024)           | 21 mars 2015    | 4 februari 2024 | SWAPO |
| 4  |      | Nangolo Mbumba (född 1941)         | 4 februari 2024 | 21 mars 2015    | SWAPO |
| 5  |      | Netumbo Nandi-Ndaitwah (född 1952) | 21 mars 2015    | Nuvarande       | SWAPO |